# Henry W. Halleck
Henry Wager Halleck (16. januar 1815 – 9. januar 1872) var officer i De Forenede Staters hær, bogligt lærd og sagfører. Som ekspert i militære studier blev han kendt under et øgenavn, som blev nedsættende, ”Old Brains”. Han var en vigtig deltager i optagelsen af Californien som stat og blev en succesfuld sagfører og jordspekulant. I begyndelsen af den amerikanske borgerkrig havde han kommandoen over Unionens styrker vest for Allegheny bjergene, og derefter var han i knap 2 år øverstkommanderende for alle Unionens hære. Han fik posten som hærens stabschef, da generalløjtnant Ulysses S. Grant, som var Hallecks tidligere underordnede, og hvis sejre på slagmarken havde gjort meget for at fremme Hallecks karriere, i 1864 overtog hans plads som øverstkommanderende, en post Grant beholdt i resten af krigen.
Halleck var en forsigtig general, som havde en stærk tro på omhyggelig forberedelse af et slag og på værdien af defensive forsvarsværker frem for hurtig aggressiv handling. Han var dygtig til administration, logistik og al den politik, som er nødvendig på toppen af det militære hierarki, men havde ikke meget kontrol med operationerne i felten fra sit kontor i Washington. Præsident Abraham Lincoln beskrev ham på et tidspunkt som ”ikke ret meget mere end en førsteklasses sekretær”

## Tidlige år
Halleck blev født på en farm i Westernville i Oneida County i New York. Han var det 3. barn i en flok på 14. Hans forældre var Joseph Halleck, som havde været løjtnant i Den britisk-amerikanske krig (1812) og Catherine Wager Halleck.
Som ung hadede han tanken om et blive landmand og løb tidligt hjemmefra. Han voksede herefter op hos en onkel, David Wager i Utica
Han kom først på Hudson Academy og Union College og derefter på West Point. Han blev yndling for militærteoretikeren Dennis Hart Mahan og fik lov til at undervise, mens han stadig var kadet.
Han fik sin eksamen i 1839 som nr. 3 i en årgang på 31 kadetter og blev sekondløjtnant i ingeniørtropperne.
Efter at have været assistant for Board of Engineers i Washington, D.C., og have brugt nogle år på at forbedre forsvaret af New Yorks havn, skrev han en rapport til De Forenede Staters Senat om kystbefæstninger ”Report on the Means of National Defence”, som faldt i god jord hos general Winfield Scott, som belønnede ham med en tur til Europa i 1844 for at studere europæiske forsvarsværker og det franske militær
Vel tilbage og udnævnt til premierløjtnant gav Halleck 12 forelæsninger på Lowell-Instituttet i Boston. De blev udgivet i 1846 som Elements of Military Art and Science.
Hans værk, som var et af de første eksempler på amerikansk militær professionalisme, blev godt modtaget af hans kolleger og blev betragtet som en af de bedste taktiske anvisninger, som blev brugt i den amerikanske borgerkrig. Hans interesse for lærdom gav ham øgenavnet ”Old Brains”, som senere fik en nedladende betydning.
Under den Mexicansk-amerikanske krig blev Halleck tjenestegørende i Californien. På hans 7 måneder lange rejse på transportskibet USS Lexington rundt om Kap Horn var han adjudant for flotilleadmiral William Shubrick. Imens oversatte han Antoine-Henri Jominis Vie politique et militaire de Napoleon, hvilket yderligere forøgede hans ry som en lærd person. Han tilbragte nogle måneder i Californien med at bygge befæstninger, hvorefter han for første gang kom i kamp den 11. november 1847 under Shubricks erobring af havnen i Mazatlán, hvorefter han fungerede som viceguvernør i den besatte by. Han blev tildelt en midlertidig forfremmelse til kaptajn i 1847 for sin tapre og fortjenstfulde tjeneste i Californien og Mexico. Han blev permanent forfremmet til kaptajn den 1. juli 1853
Han blev forflyttet nordpå for at tjene under general Bennet Riley, generalguvernør i California territoriet, og blev hurtigt udpeget til ”military secretary of state”. I den kapacitet deltog han i udformningen af staten Californiens forfatning og var en af hovedforfatterne. Han blev nomineret til at være en af de to mænd, som skulle repræsentere den nye stat i senatet, men fik kun stemmer nok til en 3. plads. Ind imellem sine politiske aktiviteter fik han tid til at gå ind i et advokatfirma i San Francisco, Halleck, Peachy, and Billings, som fik så meget succes, at han trådte ud af hæren i 1854. Året efter giftede han sig med Elizabeth Hamilton, som var barnebarn af Alexander Hamilton. Deres eneste barn, Henry Wager Halleck, Jr., blev født i 1856.
Halleck blev en velhavende mand som sagfører og jordspekulant og en velkendt samler af gamle dokumenter om Californien. Han fik fat i tusindvis af sider af officielle dokumenter om de spanske missionsstationer og koloniseringen af Californien, som blev kopieret. De opbevares nu på University of California mens originalerne gik til under jordskælvet i 1906.
Han sad i bestyrelsen for Almaden Quicksilver Company i San Jose, præsident for Atlantic and Pacific Railroad, entreprenør i Monterey og var ejer af den 120 km² store Rancho Nicasio i Marin County i Californien. Han forblev dog involveret i militære affærer, og i 1860 var han generalmajor i staten Californiens milits,

## Borgerkrigen

### Det vestlige operationsområde
Da Borgerkrigen begyndte, var Halleck nominelt Demokrat og havde sympati for Sydstaterne, men han havde en stærk tro på værdien af Unionen. Hans ry som militær teoreriker og en hurtig anbefaling fra Winfield Scott gav ham rang af generalmajor i den regulære hær med virkning fra den 19. august 1861, hvilket gjorde ham til den 4. højest rangerende general i hæren – næstefter Winfield Scott, George B. McClellan og John C. Frémont
Han fik til opgave at lede hæren i Missouri og erstattede Frémont i St. Louis den 9. november 1861. Hans talent for administration fik hurtigt ryddet op i det kaos af bedrageri og rod, som hans forgænger havde efterladt. Han gik i gang med en dobbelt opgave: at udvide sin kommando og sikre sig, at ingen skyld af nogen art faldt på ham
Historikeren Kendall Gott beskrev Halleck i sin rolle som leder af hæren i Missouri:
| „ | Selv om han havde imponerende referencer, var Henry Halleck ikke nogen nem mand at arbejde for. Hans job og hans natur fremkaldte ofte modvilje, had og foragt. Hallecks styrke lå i at organisere, koordinere, planlægge og lede. Han kunne også give råd og forslag, og fra tid til anden beordrede han underordnede til at gøre noget bestemt på et bestemt tidspunkt, men han var aldrig glad for at gøre det selv. Hallack arbejdede sjældent åbent, og som hærchef var han altid i sit hovedkvarter, adskilt fra sine mænd. Hans beslutninger var ikke resultatet af øjeblikkelige vurderinger eller venlig samtale, men kalkuleret tænkning. Han havde også en tendens til voldsomt had og dyrkede aldrig nære forhold. I det hele taget skabte han hverken kærlighed, tiltro eller respekt | “ |
|   | — Kendall D. Gott, Where the South Lost the War |   |

Halleck skabte et anstrengt forhold til den mand, som skulle blive hans mest succesfulde underordnede og fremtidige overordnede, brigadegeneral Ulysses S. Grant. Den stridbare Grant havde netop overstået det lille, men blodige slag ved Belmont og havde ambitiøse planer for amfibieoperationer på Tennessee- og Cumberlandfloden. Halleck som af natur var forsigtig, og som vurderede, at Grants ry for at være alkoholiker gjorde ham utilregnelig, afviste Grants planer. Under pres fra Præsident Lincoln om at foretage sig noget offensivt skiftede Halleck mening, og Grant gennemførte operationer med land- og søstridskræfter mod forterne Henry og Donelson i februar 1862, erobrede dem begge og tog 14.000 fanger.
Grant blev en national helt ved at levere den første vigtige sejr til Unionen. Halleck fik ham forfremmet til generalmajor sammen med nogle andre generaler i hans hær, og brugte sejren som en anledning til at kræve kommandoen over hele det vestlige område, som han på det tidspunkt delte med generalmajor Don Carlos Buell, men det fik han ikke.
Han fratog Grant dennes kommando, efter at Grant havde mødtes med Buell i Nashville, idet han henviste til rygter om fornyet alkoholisme, men efter pres fra Lincoln og krigsministeriet skiftede han mening og genindsatte Grant – idet han forklarede Grant, at han derved rettede en misforståelse – men uden at fortælle, at han selv var ophavsmand til misforståelsen.
Alligevel udpegede Halleck en af Grants underordnede til at lede en opfølgningsoperation op ad Tennessee floden, og det krævede igen personlig indgriben fra Lincoln, før Grant fik hele kommandoen tilbage. Da Grant skrev til Halleck: ”Jeg må have fjender et sted mellem Dem og mig”, svarede Halleck: ”De tager fejl. Der er ingen fjender mellem Dem og mig”
Hallecks hære klarede sig godt i begyndelsen af 1862. De fordrev sydstatshæren fra Missouri og trængte ind i Arkansas. De kontrollerede hele det vestlige Tennessee og halvdelen af det midterste Tennessee. Grant, som på det tidspunkt var uvidende om de politiske manøvrer bag hans ryg, anså Halleck for at være ”en af de største mænd i vor tid” og generalmajor William T. Sherman beskrev ham som det ”styrende geni” bag begivenheder, der havde givet Unionens sag sådan et ”fantastisk løft” i de foregående måneder. Disse handlinger kan tilskrives Hallecks strategi, administrative evner og hans gode styring af ressourcer og den fremragende udførelse af hans underordnede – Grant, generalmajor Curtis i Slaget ved Pea Ridge og John Pope i Slaget ved Island No. 10. Militære historikere er uenige om Hallecks personlige rolle i frembringelsen af disse sejre. Nogle siger, at han havde andel i succesen på grund af sin overordnede ledelse af hærene, andre og især de som ser hans karriere i lyset af senere begivenheder, tror, at de underordnede var den vigtigste årsag.
Hallecks kommando blev forøget, så den også omfattede Ohio og Kansas foruden Buells Army of the Ohio, og blev omdøbt til Department of Mississippi den 11. marts 1862.
Grants Army of the Tennessee blev angrebet den 6. april i Slaget ved Shiloh, men kunne med forstærkning fra Buell kaste angrebet fra sydstatshæren under general Albert Sidney Johnston og P.G.T. Beauregard tilbage. Slaget kostede store tab, og det offentlige ramaskrig over nedslagtningen ved Shiloh fik Halleck til at udnævne Grant til sin næstkommanderende, en position uden egentligt ansvar, mens han selv tog kommandoen over sin store hær. Han udførte operationer mod Beauregards hær i Corinth, kaldet belejringen af Corinth, fordi Hallecks hær, der var dobbelt så stor som Beauregards, bevægede sig så forsigtigt, og hver dag gjorde holdt for at bygge omhyggelige feltbefæstninger. Til sidst opgav Beauregard Corinth uden kamp.

### Øverstkommanderende
Efter den mislykkede Peninsula kampagne i Virginia kaldte præsident Lincoln Halleck til Washington for at blive øverstkommanderende for alle Unionens hære med virkning fra den 23. juli 1862. Lincoln håbede, at Halleck kunne påvirke sine underordnede generaler til at gøre en mere koordineret og aggressiv indsats på de forskellige krigsskuepladser, men han blev hurtigt skuffet og blev citeret for at kalde ham ”ikke meget mere end en førsteklasses sekretær”
Grant erstattede Halleck som leder af Department of Mississippi, men Buells hær blev skilt ud og rapporterede direkte til Halleck. Halleck begyndte herefter at flytte divisioner væk fra Grant og over til Buell. I september var 4 divisioner flyttet, hvilket efterlod Grant med 46.000 mand
I Washington fortsatte Halleck med at være en fremragende administrator og lettede træning, mundering og forlægning af tusinder af unionstropper over store afstande. Som leder af feltarmeerne og som den store strateg havde han ingen succes. Hans kolde, ubehagelige personlighed stødte hans underordnede fra ham. En observatør beskrev ham som en ”koldt kalkulerende ugle”. Historikeren Steven E. Woodworth skrev: ”Under den massive hvælving i hans kranie stirrede generalen bebrillet på dem, som talte til ham, overvejede længe før han svarede, samtidig med at han gned sine albuer, hvilket fik en betragter til at bemærke, at den store intelligens, som han skulle være udstyret med, måtte sidde i albuerne”. Denne adfærd gjorde ham upopulær ved Unionens pressekorps, som ofte kritiserede ham.
Halleck, som var mere bureaukrat end soldat, var ude af stand til at indgyde respekt eller vejlede sine underordnede i felten. Stærke personligheder som George B. McClellan, John Pope og Ambrose Burnside så i reglen stort på hans råd og instrukser. Et godt eksempel på hans manglende kontrol så man under kampagnen i det nordlige Virginia i 1862, hvor Halleck ikke kunne få McClellan til at sende forstærkninger til John Pope i tide, hvilket bidrog til Unionens nederlag i det Andet slag ved Bull Run. Det var på grund af denne hændelse, at Halleck mistede præsidentens opbakning. Lincoln sagde, at han havde givet Halleck fulde beføjelser og ansvar som øverstkommanderende, og han havde fungeret som sådan indtil Popes nederlag, men derefter undgik han om muligt ethvert ansvar.
Til Hallecks forsvar må det siges, at han ikke selv havde udpeget de underordnede hærchefer i øst, og at de var tøvende overfor at møde Robert E. Lee og hans Army of Northern Virginia. Mange af generalerne på de vestlige krigsskuepladser, undtagen Grant, var heller ikke aggressive, og selv om Lincoln havde lovet at give Halleck fuld kontrol over hæren, blandede både han og krigsminister Stanton sig i mange detaljer i nationens krigsstrategi. Halleck skrev til Sherman: ”Jeg er simpelthen militær rådgiver for krigsministeren og præsidenten og må adlyde og udføre, hvad de beslutter, uanset om jeg er enig eller ej. Som en god soldat adlyder jeg mine overordnedes ordrer. Hvis jeg er uenig, siger jeg det, men det er dem, der beslutter, og det er min opgave trofast at udføre deres beslutninger."

### Stabschef
Den 12. marts 1864 efter at Ulysses S. Grant, Hallecks tidligere underordnede i vest var blevet forfremmet til generalløjtnant og øverstkommanderende, blev Halleck degraderet til stabschef med ansvar for administrationen af de store unionshære. Grant og krigsministeriet var meget omhyggelige med at lade Hallack gå på en pæn måde. Deres ordrer udtrykte, at Halleck var trådt tilbage som øverstkommanderende efter eget ønske.
Nu, da der var en aggressiv general i felten, kom Hallecks administrative evner til sin ret, og de arbejdede godt sammen. Igennem den vanskelige Overland-kampagne og belejringen af Petersburg i 1864 sørgede Halleck for, at Grant til stadighed var velforsynet med mænd, forsyninger og udstyr i en sådan grad, at det sled sydstatshæren op. Han var enig med Grant og Sherman om at føre total krig mod sydstaternes økonomi og bifaldt både Shermans march mod havet og general Sheridans ødelæggelse af Shenandoah dalen. Ved siden af Grant, Sherman og Sheridan kan Henry Halleck ses som en af fædrene bag moderne krigsførelse.

## Karriere efter krigen
Efter at Grant havde fremtvunget Lees overgivelse efter slaget ved Appomattox Court House, fik Halleck kommandoen over militærdistriktet ved James floden med hovedkvarter i Richmond. Han var en af bærerne ved Lincolns begravelse. Han mistede sit venskab med Sherman, da han skændtes med ham om hans tendens til at være overbærende over for tidligere sydstatsfolk. I august 1865 blev han overført til Californien og var reelt i militært eksil indtil marts 1869, hvor han fik kommandoen over hæren i Syden med hovedkvarter i Louisville i Kentucky.
Henry Halleck døde på sin post i Louisville. Han blev begravet på Green-Wood-kirkegården i Brooklyn, New York. En gade er opkaldt efter ham i San Francisco, og der er også en statue af ham i parken ved Golden Gate-broen. Han efterlod sig ingen erindringer for eftertiden, og tilsyneladende destruerede han sin private korrespondance. Hans bo havde en nettoværdi på $474.773,16. Hans enke, Elizabeth, giftede sig med oberst George Washington Cullum i 1875. Cullum havde tjent som Hallecks stabschef ved de vestlige hære og derefter ved hans stab i Washington.

## Udvalgte værker
- Report on the Means of National Defence (1843)
- Elements of Military Art and Science (1846)
- International law, or, Rules regulating the intercourse of states in peace and war (1861)
- The Mexican War in Baja California: the memorandum of Captain Henry W. Halleck concerning his expeditions in Lower California, 1846–1848 (posthumous, 1977)
- Ed., Bitumen: Its Varieties, Properties, and Uses (1841)
- Tr., A Collection of Mining Laws of Spain and Mexico (1859)
- Tr., Life of Napoleon by Baron Jomini (1864)[4]

## Yderligere læsning
- Simon, John Y., Grant and Halleck: Contrasts in Command (Frank L. Klement Lectures, No. 5.), Marquette University Press, 1996, ISBN 0-87462-329-4.

## Eksterne links
- Biografi på civilwarhome.com
- Entry at Find-A-Grave
- Biografi i Mr. Lincoln's White House Arkiveret 2. maj 2013 hos  Wayback Machine